# Tugun (del av en befolkad plats)
Tugun är en del av en befolkad plats i Australien. Den ligger i kommunen Gold Coast och delstaten Queensland, omkring 89 kilometer sydost om delstatshuvudstaden Brisbane.
Runt Tugun är det tätbefolkat, med 286 invånare per kvadratkilometer.. Närmaste större samhälle är Gold Coast, omkring 18 kilometer norr om Tugun. 
Trakten runt Tugun består huvudsakligen av våtmarker. Genomsnittlig årsnederbörd är 1 876 millimeter. Den regnigaste månaden är januari, med i genomsnitt 327 mm nederbörd, och den torraste är oktober, med 40 mm nederbörd.